# Окель, Пётр Фёдорович
Пётр Фёдорович (Петер Фридрих) Окель (нем. Peter von Ockel) — курляндский врач-акушер, доктор медицины, автор ряда научных трудов. Действительный статский советник (1847).

## Биография
Петер Фридрих фон Окель родился 4 (15) мая 1780 года в Курляндии в семье лютеранского пастора и богослова Эрнеста Фридриха Океля и Шарлотты Блахьер. Образование получил в Кёнигсбергском университете, Санкт-Петербургской медико-хирургической академии, затем (1798—1801) в университетах, Галле, Йены и Вены.
В 1806 году Окель получил диплом доктора медицины от Кёнигсбергского университета за диссертацию: «De tumoribus in cornea et Sclerotica prominentibus», а в 1810 году докторский диплом и от Императорской медико-хирургической академии.
Затем доктор Окель стал акушером и медицинским инспектором Курляндской врачебной управы в Митаве, а с февраля 1825 года снова работал врачом в Санкт-Петербурге, сначала практикующим, а потом при Министерстве внутренних дел Российской империи.
Пётр Фёдорович Окель скончался 18 марта 1858 года в российской столице. Похоронен на Волковском лютеранском кладбище.
Его сын Фёдор пошёл по стопам отца и тоже посвятил свою жизнь медицине.